# 2689 Bruxelles
2689 Bruxelles este un asteroid din centura principală, descoperit pe 3 februarie 1935 de Sylvain Arend.